# Іготіно
Іго́тіно (рос. Иготино) — станційне селище у складі Котельницького району Кіровської області, Росія. Входить до складу Комсомольського сільського поселення.
Населення становить 46 осіб (2010, 86 у 2002).
Національний склад станом на 2002 рік — росіяни 93 %.